# Coliseum
Coliseum — американський панк-рок гурт із Луїсвілля, штат Кентуккі, заснований у 2003 році. 

## Історія
Гурт Coliseum випустив п’ять студійних альбомів.
Альбом «House with a Curse», 2010 року, посів шосте місце у чарті "панк-альбом 2010 року", від журналу Exclaim!.
Останнім альбомом гурту Coliseum був альбом Anxiety's Kiss, який вийшов у травні 2015 року, на незалежному лейблі Deathwish Inc. 
Після 12 років існування гурт Coliseum розпався у 2015 році, хоча офіційна заява про це була опублікована лише через два роки (2017), коли головний вокаліст гурту, Раян Паттерсон (Ryan Patterson), представив свій новий гурт Fotocrime.

## Склад гурту

### На момент розформування
- Райан Паттерсон (Ryan Patterson) — вокал, гітара
- Кайхан Вазірі (Kayhan Vaziri — бас
- Картер Вілсон (Carter Wilson) — ударні

### Колишні учасники
- Майк Паскаль (Mike Pascal) — бас
- Кріс Маджіо (Chris Maggio) — ударні
- Тоні Еш (Tony Ash) — гітара
- Метт Джаха (Matt Jaha) — ударні
- Кіт Браянт (Keith Bryant) — бас

## Дискографія

### Студійні альбоми
- Coliseum (2004, Level Plane)
- No Salvation (2007, Relapse)
- House with a Curse (2010, Temporary Residence)
- Sister Faith (2013, Temporary Residence)
- Anxiety's Kiss (2015, Deathwish)

### Мініальбом
- Demo (2004)
- Goddamage (2005, Auxiliary)
- Parasites EP (2011, Temporary Residence)
- Sister Chance EP (2013, No Idea)

### Сингли
- "True Quiet"/"Last Wave" (2009, Deathwish)

### Спліт-альбоми
- Maximum Louisville Split Series Volume I (split with Lords) (2004, Auxiliary)
- Not of This World (split with Doomriders) (2005, Level Plane)
- Moral Damage (split with Lords) (2006, Destructure)
- Coliseum / Young Widows (split with Young Widows) (2006, Auxiliary)
- High on Fire / Coliseum / Baroness (split with High on Fire and Baroness) (2007, Relapse)
- Superchunk / Coliseum (split with Superchunk) (2011, Temporary Residence)

### Музичні кліпи
- "Blind in One Eye" (2010)
- "Skeleton Smile" (2010)
- "One Last Night" (2012)
- "Black Magic Punks" (2013)
- "Bad Will" (2013)
- "Fuzzbang" (2013)
- "Love Under Will" (2013)
- "Doing Time" (2013)
- "We Are the Water" (2015)[4]
- "Sunlight In A Snowstorm" (2015)[5]
- "Dark Light Of Seduction" (2015)
- "Sharp Fangs, Pale Flesh" (2015)